# Gollum
Gollumは、ウィキペディアの記事を観覧するためのオープンソースのウェブブラウザである。Ajaxで書かれている。ドイツのHarald Hanekにより2005年に開発された。